# Преображенка (Абайская область)
Преображенка (каз. Преображенка) — село в Кокпектинском районе Абайской области Казахстана. Административный центр сельского округа имени Койгельды. Код КАТО — 635045100.

## Население
В 1999 году население села составляло 1862 человека (934 мужчины и 928 женщин). По данным переписи 2009 года, в селе проживало 1618 человек (793 мужчины и 825 женщин).

## Известные уроженцы, жители
Дмитрий Евдокимович Рябуха (18 марта 1922—1973) — русский поэт и писатель советского Казахстана, переводчик с казахского.